# BBC Films
La BBC Films è il ramo cinematografico della BBC. È stata fondata il 18 giugno 1990 ed ha prodotto o coprodotto alcuni dei film britannici di maggiore successo degli ultimi anni, tra cui Il fantasma innamorato, Alan Partridge: Alpha Papa, Quartet, Chef - La ricetta perfetta,  Il pescatore di sogni, Saving Mr. Banks, Marilyn, Jane Eyre, In the Loop, An Education, StreetDance 3D, Fish Tank, Nativity!, Iris - Un amore vero, Diario di uno scandalo, Man Up, Billy Elliot e Brooklyn.
La BBC Films coproduce circa otto film all'anno, lavorando in collaborazione con i maggiori distributori internazionali e britannici. Rose Garnett è a capo di BBC Films, responsabile dello sviluppo e della produzione, della strategia e delle operazioni commerciali.
La BBC Films ha sede presso la Broadcasting House di Londra dal 2013. Prima del 2007 era situata vicino a Mortimer Street, mentre era ancora sotto il pieno controllo della BBC. Una ristrutturazione della divisione l'ha integrata nel principale dipartimento della BBC Fiction di BBC Vision. Di conseguenza si è spostata nei suoi uffici indipendenti nel BBC Television Centre e il suo capo David M. Thompson ha lasciato per avviare la propria società di produzione cinematografica, la Origin Pictures.

## Produzioni

### Prima del 1999
- 1997 – Ventiquattrosette
- 1997 – I dilettanti
- 1996 – Jude
- 1996 – La 12ª notte
- 1995 – Hooligans
- 1994 – Captives - Prigionieri (co-produzione con Distant Horizon e Miramax Films)
- 1990 – Il fantasma innamorato

### 2000
- Wonder Boys
- Wild About Harry
- Saltwater
- Maybe Baby
- Billy Elliot (con Working Title Films)
- L'ombra del vampiro (con Saturn Films)

### 2001
- Iris - Un amore vero (con Miramax Films e Intermedia Films)
- Romantici nati

### 2003
- The Statement - La sentenza
- Kiss of Life
- The Mother
- Skagerrak
- Masked and Anonymous
- Codice 46
- Il profumo delle campanule

### 2004
- Undone (cortometraggio)
- The Accidental Perfectionist
- Bullet Boy
- Millions
- Red Dust
- My Summer of Love
- Tu chiamami Peter (con Company Pictures)
- Stage Beauty (con Qwerty Films e Tribeca)
- Trauma

### 2005
- The Undertaker (cortometraggio)
- Opal Dream
- Imagine Me & You
- Lady Henderson presenta
- A Cock and Bull Story
- Match Point
- Shooting Dogs
- Love + Hate

### 2006
- Diario di uno scandalo
- Il quiz dell'amore
- Scoop
- Shiny Shiny Bright New Hole in My Heart
- Fast Food Nation (USA 2006/UK 2007)
- Confetti
- Shoot the Messenger
- Miss Potter
- As You Like It - Come vi piace (in associazione con HBO Films)

### 2007
- Joe's Palace
- The Restraint of Beasts
- Four Last Songs
- The First Grader
- Capturing Mary
- La promessa dell'assassino (distribuito e co-presentato da Focus Features)
- Becoming Jane - Il ritratto di una donna contro
- Mr. Bean's Holiday

### 2008
- Into the Storm - La guerra di Churchill
- Revolutionary Road (coproduzione con DreamWorks Pictures)
- Houdini - L'ultimo mago
- La duchessa
- Ritorno a Brideshead
- Il bambino con il pigiama a righe
- L'altra donna del re[5]
- The Edge of Love
- The Meerkats

### 2009
- Nativity!
- L'uomo che fissa le capre
- Tormented
- Frequently Asked Questions About Time Travel
- Il maledetto United (coproduzione con Columbia Pictures)
- In the Loop
- Bright Star (coproduzione con Film Finance Corporation Australia, Pathé, Warner Bros., UK Film Council e Screen Australia)
- The Boys Are Back (coproduzione con Film Finance Corporation Australia, Tiger Aspect Pictures, Miramax Films e Screen Australia)
- An Education

### 2010
- We Want Sex
- Tamara Drewe - Tradimenti all'inglese
- Fuori controllo (coproduzione con Warner Bros. e Icon Productions)
- StreetDance 3D (coproduzione con Vertigo Films)
- Freestyle

### 2011
- 1921 - Il mistero di Rookford
- Brighton Rock
- West Is West
- Jane Eyre
- Coriolanus
- Marilyn
- Project Nim
- Perfect Sense
- Il pescatore di sogni
- ...e ora parliamo di Kevin

### 2012
- Quartet
- Doppio gioco
- Spike Island
- Blood
- Good Vibrations
- Grandi speranze
- In the Dark Half
- A Running Jump

### 2013
- Philomena
- Saving Mr. Banks[6] (coproduzione con Walt Disney Pictures)
- Dom Hemingway
- Alan Partridge: Alpha Papa
- A spasso con i dinosauri

### 2014
- Chef - La ricetta perfetta
- Mrs. Brown's Boys D'Movie
- Le regole del caos
- Non buttiamoci giù
- The Invisible Woman
- La nostra vacanza in Scozia

### 2015
- Via dalla pazza folla
- The Falling
- Woman in Gold
- Suite francese
- Testament of Youth
- Mr. Holmes - Il mistero del caso irrisolto
- X+Y
- Bill
- Brooklyn
- The Lady in the Van

### 2016
- David Brent: Life on the Road
- Absolutely Fabulous - Il film
- Florence
- Sully
- Swallows and Amazons
- La verità negata
- My Scientology Movie[7]
- A United Kingdom - L'amore che ha cambiato la storia[8]

### 2017
- Il palazzo del Viceré[9]
- City of Tiny Lights
- L'altra metà della storia
- Their Finest
- Lady Macbeth
- Victoria & Abdul

### 2018
- Chesil Beach
- Yardie
- The Children Act - Il verdetto
- The Happy Prince - L'ultimo ritratto di Oscar Wilde
- Out of Blue
- In Fabric
- Happy New Year, Colin Burstead

### 2019
- Dirty God
- Little Joe
- Stanlio & Ollio[10]
- Sorry We Missed You
- La conseguenza
- Il ragazzo che catturò il vento
- The Souvenir
- The White Crow

### 2020
- Ammonite - Sopra un'onda del mare